# Bohdan Bondarjev
Bogdan Bondariew (Oekraïens: Богдан Бондарєв) (Donetsk, 2 juni 1974) is een Oekraïens voormalig wielrenner.

## Carrière
Zijn specialiteit was de tijdrit. De meeste overwinningen die Bondarjev heeft behaald, kwamen tot stand in Polen. Dit komt doordat hij zo ongeveer zijn hele carrière voor Poolse ploegen reed. Bondarjev vertegenwoordigde zijn vaderland als baanwielrenner bij de Olympische Spelen van 1996 in Atlanta.

## Palmares
1992
 WK baan, ploegenachtervolging
2000
3e etappe Bałtyk-Karkonosze-Tour
4e etappe Koers van de Olympische Solidariteit
2001
3e etappe Bałtyk-Karkonosze-Tour
1e etappe Kalisz-Konin
2e en 9e etappe Vredeskoers
Proloog Ronde van Małopolska
GP Z.M. Mroz
3e etappe Ronde van Polen
5e etappe Inter. Course 4 Asy Fiata Autopoland
2002
Memorial Andrzeja Trochnowskiego
2e etappe CCC Tour-Grody Piastowskie
1e etappe Bałtyk-Karkonosze-Tour
2003
2e etappe CCC Tour-Grody Piastowskie
5e etappe Ronde van Mazovië
2004
Ronde van Małopolska
3e etappe Koers van de Olympische Solidariteit
Eindklassement Koers van de Olympische Solidariteit
Tussensprintklassement Ronde van Polen
2005
3e etappe Bałtyk-Karkonosze-Tour
2006
6e en 9e etappe Ronde van het Qinghaimeer

### Resultaten in grote rondes
| Jaar | Ronde van Italië | Ronde van Frankrijk | Ronde van Spanje |
| ---- | ---------------- | ------------------- | ---------------- |
| 2003 | opgave           |                     |                  |